# Juan Luis de la Vallina
Juan Luis de la Vallina Velarde (Oviedo, 11 de noviembre de 1932 - Pamplona, 12 de agosto de 2010) fue un político español, presidente de AP en Asturias en el periodo de 1977 a 1983. 

## Biografía
Cursó la carrera de Derecho en la Universidad de Oviedo (1949-1954). Amplió estudios en las Universidades de Roma, París y Bruselas. Obtuvo el doctorado en Derecho y fue catedrático de Derecho Administrativo en la Universidad de Oviedo. 
Trasladándose a Madrid fue nombrado director del Instituto de Estudios de Administración Local (1969-1973), secretario general técnico de la Presidencia del Gobierno (1973-1974), secretario general técnico del Ministerio de Gobernación (1974-1975). Fue procurador en las Cortes Españolas en su X Legislatura, en representación del tercio familiar por la provincia de Toledo.
Formó parte de la Comisión de los ocho, ponentes de los principales partidos políticos que redactaron el borrador del Estatuto de Autonomía del Principado de Asturias. En 1978 presentó una proposición no de ley en el Congreso de los Diputados de que el escudo y la bandera de España incluyesen el escudo del Principado de Asturias.
Le fueron concedidas la gran cruz de la Orden del Mérito Civil y la gran cruz de la Orden de Cisneros, entre otras. Católico, fue miembro super-numerario del Opus Dei.

## Cargos políticos
- Presidente de la Diputación Provincial de Oviedo de 1976 a 1977.
- Diputado en el Congreso de los Diputados por Asturias en la Legislatura Constituyente (1977-1979), I Legislatura (1979-1982), II Legislatura (1982-1986), III Legislatura (1986-1989), IV Legislatura (1989-1993) y V Legislatura (1993-1996).
- Senador electo por Asturias con fecha 3 de marzo de 1996.
  - Vocal de la Comisión Constitucional del 14 de mayo de 1996 al 18 de enero de 2000.
  - Vocal-Portavoz de la Comisión de Reglamento del 14 de mayo de 1996 al 18 de enero de 2000.
  - Vocal de la Comisión Especial para el Estudio de la Reforma Constitucional del Senado del 6 de noviembre de 1996 al 18 de enero de 2000.

## Obra
Es autor de numerosas obras sobre temas de su especialidad, entre las que figuran:
- Transferencias de funciones administrativas, IEAL (ed.) (Madrid, 1964).
- La retroactividad del acto administrativo, (Madrid, 1964).
- La motivación del acto administrativo, (Madrid, 1967).
- Régimen Jurídico-Administrativo del Servicio Público Telefónico.
- Regionalismo y ordenamiento local desde la perspectiva asturiana, (Madrid, 1975).